# Cupa României 1967-1968
La Cupa României 1967-1968 è stata la 30ª edizione della coppa nazionale disputata tra il 3 marzo e il 16 giugno 1968 e conclusa con la vittoria della Dinamo Bucarest, al suo terzo titolo.

## Sedicesimi di finale
Gli incontri si sono disputati il 3 marzo 1968.
| Squadra 1             | Risultato | Squadra 2             |
| --------------------- | --------- | --------------------- |
| Vagonul Arad          | 2 - 0     | Steagul Roșu Brașov   |
| Minerul Baia-Mare     | 1 - 3     | Universitatea Craiova |
| Progresul Brăila      | 1 - 4     | Dinamo Bacău          |
| Dinamo Obor București | 0 - 2     | Rapid Bucarest        |
| Metalul București     | 0 - 1     | Dinamo Bucarest       |
| TUG București         | 0 - 3     | ASA Târgu-Mureș       |
| Chimia Făgăraș        | 1 - 2     | Steaua Bucarest       |
| Ancora Galați         | 2 - 2     | CFR Timișoara         |
| Politehnica Iași      | 3 - 0     | UTA Arad              |
| Marina Mangalia       | 2 - 3     | Politehnica Timișoara |
| Lemnarul Odorhei      | 0 - 3     | Jiul Petroșani        |
| Crișul Oradea         | 0 - 1 dts | Petrolul Ploiești     |
| CSM Sibiu             | 0 - 1 dts | FC Argeș Pitești      |
| Chimia Suceava        | 2 - 1     | Farul Constanța       |
| Metalul Târgoviște    | 0 - 0     | Progresul București   |
| Victoria Târgu-Jiu    | 1 - 2     | Universitatea Cluj    |

## Ottavi di finale
Gli incontri si sono disputati il 3 aprile 1968.
| Squadra 1           | Risultato | Squadra 2             |
| ------------------- | --------- | --------------------- |
| Dinamo Bucarest     | 1 - 0     | Chimia Suceava        |
| Dinamo Bacău        | 2 - 1     | Petrolul Ploiești     |
| Jiul Petroșani      | 1 - 1     | Vagonul Arad          |
| Steaua Bucarest     | 2 - 1     | Politehnica Timișoara |
| Rapid Bucarest      | 3 - 0     | Universitatea Craiova |
| Politehnica Iași    | 5 - 1     | FC Argeș Pitești      |
| CFR Timișoara       | 1 - 1     | ASA Târgu-Mureș       |
| Progresul București | 2 - 1     | Universitatea Cluj    |

## Quarti di finale
Gli incontri si sono disputati il 17 aprile 1968.
| Squadra 1           | Risultato | Squadra 2        |
| ------------------- | --------- | ---------------- |
| Rapid Bucarest      | 2 - 0     | Politehnica Iași |
| Progresul București | 2 - 1     | Steaua Bucarest  |
| Vagonul Arad        | 1 - 1     | Dinamo Bacău     |
| Dinamo Bucarest     | 2 - 1 dts | CFR Timișoara    |

## Semifinali
Gli incontri si sono disputati il 12 giugno 1968.
| Squadra 1       | Risultato | Squadra 2           |
| --------------- | --------- | ------------------- |
| Dinamo Bucarest | 4 - 3 dts | Progresul București |
| Rapid Bucarest  | 2 - 0     | Vagonul Arad        |

## Finale
La finale venne disputata il 16 giugno 1968 a Bucarest e venne vinta 3-1 dalla Dinamo dopo i tempi supplementari.
| Arbitro: | Vasile Dumitrescu (Bucarest) |

|                                                |           |                           |
| Florea Dumitrache 78’ Mircea Lucescu 115’ 116’ | Marcatori | 70’ Constantin Năsturescu |